# توطئه تروریستی ۲۰۱۶ دوسلدورف
توطئه تروریستی ۲۰۱۶ دوسلدورف طرحی بود که توسط دولت اسلامی عراق و شام (داعش) برای انجام یک سری بمب‌گذاری و تیراندازی در چندین بخش از شهر دوسلدورف آلمان مشابه آنچه در حملات نوامبر ۲۰۱۵ پاریس رخ داد، برنامه‌ریزی شده بود که صورت گیرد. این توطئه پس از تسلیم یکی از توطئه گران به اسم صالح ا. ۲۵ ساله در فوریه ۲۰۱۶ توسط مقامات فرانسه خنثی شد. وی به مقامات رسمی گفت از «سلول خوابیده» دولت اسلامی در آلمان که در حال آماده‌سازی برای ترور است، مطلع بوده. صالح ا. چندین بار توسط کارشناسان ضد تروریسم مورد بازجویی قرار گرفت و در نهایت به اتهام همکاری با سازمان تروریستی متهم و بازداشت شد. این حادثه منجر به دستگیری سه نفر از اعضای حمله در ۲ ژوئن، پس از چندین ماه تحقیقات بیشتر شد.

## طرح
این توطئه شامل ۱۰ مهاجم بود که از سوریه برای شرکت در یک بمب‌گذاری انتحاری و تیراندازی به صورت دسته جمعی به مرکز دوسلدورف سفر کردند. قرار بود مواد منفجره در جاده اصلی نزدیک ایستگاه مترو منفجر شود و در هنگام انفجار، دیگر مهاجمان مسلح قتل‌های بعدی را با سلاح و مواد منفجره بیشتری انجام می‌دادند. این طرح شامل حملاتی به خیابان هاینریش-هاینه-آلی و همچنین حملات دیگری در منطقه آلتشتات در شهر بود.

## مظنونان
سه نفر از مظنونان به عنوان پناهنده ثبت شده در اقامتگاه مهاجران در آلمان زندگی می‌کردند، که به بحث در مورد سیاست آلمان در بحران مهاجرتی اروپا دامن زد. مرد دستگیر شده در فرانسه، صالح ا؛ و مظنون دستگیر شده در وریتسن، براندنبورگ، به اسم حمزه سی، در مه ۲۰۱۴ با هم به ترکیه سفر کردند، سپس به‌طور جداگانه به یونان و شمال اروپا سفر کردند و در سال ۲۰۱۵ از طریق بالکان وارد آلمان شدند. یک متخصص مواد منفجره به اسم عبد آرهمان ا. ک، که در سوریه در زمینه مواد منفجره آموزش دیده بود در لایمن، بادن-وورتمبرگ دستگیر شد، او در اکتبر ۲۰۱۴ از طریق بالکان به آلمان سفر کرده بود. مظنون چهارم، ماهود بی، قبل از اینکه توسط صالح ا؛ و حمزه سی. برای شرکت در توطئه متقاعد شود، در مولهایم آن در دانوب آلمان اقامت داشت.